# Madonna tra i santi Giorgio e Dorotea
La Madonna tra i santi Giorgio e Dorotea è un dipinto a olio su tavola (86x130 cm) di Tiziano, databile al 1516 circa e conservato nel Museo del Prado di Madrid.

## Storia e descrizione
Si tratta del primo dipinto di Tiziano entrato nelle proprietà di Filippo II di Spagna, che lo inviò al monastero dell'Escorial nel 1593. Fu trasferito nel Museo del Prado nel 1839.
La sacra conversazione fa parte di una serie di dipinti con la Madonna col Bambino tra santi a sviluppo prevalentemente orizzontale dipinti da Tiziano negli anni dieci e venti del Cinquecento e destinati soprattutto alla devozione privata. Inoltre nella santa Dorotea (da alcuni descritta come santa Brigida) si riconoscono le fattezze della donna dai capelli lunghi e crespi che compare in numerosi ritratti a mezza figura di quegli anni (dalla Flora alla Vanità, ecc.), da alcuni indicata come possibile amante dell'artista.
L'autografia dell'opera era indiscussa nel Cinquecento, ma venne messa in dubbio da una parte della critica moderna. Oggi i dubbi appaiono superati e la tavola è di solito datata vicino alla celebre Assunta dei Frari, per il medesimo senso del colore e la stessa maestosa scioltezza della composizione.
Una tenda scostata e un luminoso cielo fanno da sfondo ai personaggi rappresentati a mezza figura. A destra la Madonna porge il Bambino a Dorotea che tiene una ghirlanda di rose in cui Gesù coglie una rosa rossa, prefigurazione della Passione. I fiori sono anche un riferimento alla miracolosa apparizione durante il martirio della santa. Assiste a sinistra san Giorgio (da alcuni identificato invece con sant'Ulfo) in una scintillante armatura. In quest'ultima figura alcuni hanno letto un possibile autoritratto dell'artista.
Estremamente libera è la disposizione dei protagonisti, all'insegna di una varietà di atteggiamenti ed espressioni che era alla base dello "stile moderno" allora in voga. In opere come queste si vede come Tiziano si sia andato allontanato, gradualmente, dalla tecnica tonale di Giorgione, con una più chiara e brillante tavolozza.
Una copia di questo dipinto, con piccole variazioni, è a Hampton Court, presso Londra.